# La Joyanca
La Joyanca es el nombre actual de un yacimiento precolombino maya localizado al sur del río San Pedro Mártir en el departamento del Petén, en Guatemala.
Se encuentra al este del sitio maya conocido como La Florida (Namaán), actualmente la ciudad de El Naranjo, en la frontera entre México y Guatemala.
El sitio fue descubierto en 1994 durante la construcción del oleoducto Xan-La Libertad en Guatemala. Inmediatamente se reconoció su importancia y se identificó como una ciudad maya del periodo clásico (200 - 900 d. C.), tras lo cual se convirtió en el eje de un proyecto de investigación arqueológica. Dirigido por Charlotte Arnauld, Erik Ponciano, and Veronique Breuil, La Joyanca ha experimentado excavaciones entre 1998 y 2003. Varios miembros del grupo de trabajo han continuado desde entonces en otras tareas de reconocimiento e investigación arqueológica al noroeste del Petén, incluyendo los sitios de Zapote Bobal y el Pajaral, como parte del Proyecto Petén Noroccidente

## Arqueología
La Joyanca fue ocupada (la ciudad maya) por más de 1000 años.  Fechas del lugar comprobadas arqueológicamente van del preclásico tardío (200 a. C. ) al clásico terminal/posclásico (1000 d. C.) La población alcanzó su apogeo durante el clásico tardío (600 - 900 d. C.). En esta época, el señor de La Joyanca impulsó un ambicioso programa constructivo en dos áreas del sitio: la Plaza Principal y el Grupo Guacamaya. Este último es un complejo de cuartos y corredores que pudieron haber servido como palacio y por lo tanto ser la sede del gobierno de la ciudad. Después de este episodio de prosperidad, la ciudad sufrió como la mayor parte de las ciudades mayas contemporáneas un colapse dramático. Este Grupo Guacamaya fue brevemente ocupado en el siglo X pero finalmente abandonado hacia el año 1000 d. C.
La porción central de La Joyanca incluye varias pirámides y algunos montículos.  De estos últimos, los más elevados (10 y 12 m) están ubicados en la Plaza Principal. Algunas estructuras han sido restauradas y sobresale la llamada 6E-12, que contiene algunos cuarto abovedados con vestigios de inscripciones y alguna imagen pintada sobre estuco de Kinich Ahau, dios del sol.  También es de notarse otra estructura, la denominada 6E-13, consistente en varios cuartos situados encima de una plataforma de 6 m de altura y de 56 m de longitud.
A pesar del hecho de que el Grupo Guacamaya parece ser el palacio, La Joyanca no tiene un centro propiamente dicho, característico de la mayoría de los sitios arqueológicos mayas en la región del Petén.  Hay pocos monumentos esculpidos, no hay un juego de pelota y pocas señas de una dinastía que hubiera ejercido el mando central de la ciudad, al menos comparablemente con lo que se ha encontrado en lugares como El Perú y Tikal. Del mismo modo los asentamientos en la zona parecen haber fluctuado de áreas habitadas por periodos largos a pequeñas comunidades como la que se ha denominada el grupo del Gavilán, que se ocuparon posiblemente por una sola generación.
Mientras que los nombres de los personajes que formaron la élite de La Joyanca están casi ausentes de los registros arqueológicos de La Joyanca, el epigrafista David Stuart, de la Universidad de Texas, demostró recientemente la presencia de un individuo que llevó el nombre de Chan Ak, apelación usada también en Zapote Bobal y el  Pajaral, sitios vecinos, y que apareció en una de las estelas encontradas (datada en el año 485 d. C.). Esto sugiere tal vez que los tres yacimientos estuvieron relacionados en el periodo clásico y que posiblemente formaron una unidad político-administrativa en la que cada una de las tres ciudades fue hegemónica a lo largo del tiempo.